# 布萊克本冰原島峰
83°49′S 66°13′W / 83.817°S 66.217°W
布萊克本冰原島峰（英語：Blackburn Nunatak）是南極洲的冰原島峰，位於伊利沙伯女皇地，處於蘭博冰原島峰北端，屬於彭薩科拉山脈的一部分，海拔高度965米，美國地質調查局根據測量和該國海軍的空中照片繪入地圖，現時由南極條約體系管理。